# Festival international du film de Moscou 1979
Le 11e festival international du film de Moscou se tient du 14 au 28 août 1979. Les prix d'or sont attribués au film franco-italien Le Christ s'est arrêté à Eboli réalisé par Francesco Rosi, au film espagnol Siete días de enero dirigé par Juan Antonio Bardem et au film polonais L'Amateur de Krzysztof Kieślowski.

## Jury
- Stanislav Rostotski (URSS - président du jury)
- Vladimir Baskakov (URSS)
- Otakar Vávra (Tchécoslovaquie)
- Giuseppe De Santis (Italie)
- Jerzy Kawalerowicz (Pologne)
- Raj Kapoor (Inde)
- Christian-Jaque (France)
- Tom Luddy (USA)
- Margarita Lopez Portillo (Mexique)
- Kurt Maetzig (Allemagne de l'Est)
- Andrei Mikhalkov-Konchalovsky (URSS)
- Tabata Ndiaye (Sénégal)
- Emil Petrov (critique) (Bulgarie)
- Konstantin Stepankov (URSS)
- Trần Vũ (Vietnam)

## Films en compétition
Les films suivants sont sélectionnés pour la compétition principale :
| Titre anglais ou français       | Titre original                  | Réalisateur(s)        | Pays d'origine       |
| ------------------------------- | ------------------------------- | --------------------- | -------------------- |
| Anton the Magician              | Anton der Zauberer              | Günter Reisch         | Allemagne de l'Est   |
| The Barrier                     | Barierata                       | Christo Christov      | Bulgarie             |
| Road Without End                | Road Without End                | A. Hussein            | Bangladesh           |
| Fight for Freedom               | Ija ominira                     | Ola Balogun           | Nigéria              |
| The Being                       | The Being                       | Tom Ribero            | Ghana                |
| Takeoff                         | Vzlyot                          | Savva Koulich         | Union soviétique     |
| The Children of Sanchez         | The Children of Sanchez         | Hall Bartlett         | États-Unis           |
| Tomorrow Never Comes            | Tomorrow Never Comes            | Peter Collinson       | Royaume-Uni          |
| In My Life                      | Honning Måne                    | Bille August          | Danemark             |
| Fish Hawk                       | Fish Hawk                       | Donald Shebib         | Canada               |
| Dawn!                           | Dawn!                           | Ken Hannam            | Australie            |
| The Canal                       | Kanal                           | Erden Kıral           | Turquie              |
| L'Amateur                       | Amator                          | Krzysztof Kieślowski  | Pologne              |
| The Fortress                    | Az erőd                         | Miklós Szinetár       | Hongrie              |
| The Moment                      | Clipa                           | Gheorghe Vitanidis    | Roumanie             |
| Mireille dans la vie des autres | Mireille dans la vie des autres | Jean-Marie Buchet     | Belgique             |
| The Young Man and Moby Dick     | Mladý muž a bílá velryba        | Jaromil Jireš         | Tchécoslovaquie      |
| Moment                          | Tren                            | Stole Janković        | Yougoslavie          |
| Nahla                           | Nahla                           | Farouk Beloufa        | Algérie              |
| Sky Became Clear                | Sky Became Clear                | Ravjagiin Dorjpalam   | Mongolie             |
| Parasuram                       | Parashuram                      | Mrinal Sen            | Inde                 |
| Travelling Companion            | Compañero de viaje              | Clemente de la Cerda  | Venezuela, Espagne   |
| The Tailor from Ulm             | Der Schneider von Ulm           | Edgar Reitz           | Allemagne de l'Ouest |
| Retrato de Teresa               | Retrato de Teresa               | Pastor Vega           | Cuba                 |
| Poet and Muse                   | Runoilija ja muusa              | Jaakko Pakkasvirta    | Finlande             |
| Damn for Those Who Cries        | Damn for Those Who Cries        | Mohamad Ali Najafi    | Iran                 |
| Broken Flag                     | Bandera rota                    | Gabriel Retes         | Mexique              |
| Les Sept Jours de janvier       | Siete días de enero             | Juan Antonio Bardem   | Espagne, France      |
| My Love is Sweet                | Habibati ya hab al-tout         | Marvan Haddad         | Syrie                |
| Les Chiens                      | Les Chiens                      | Alain Jessua          | France               |
| The Walls                       | Al-asuar                        | Mohamed Shukri Jameel | Irak                 |
| The Walls of Freedom            | Frihetens murar                 | Marianne Ahrne        | Suède                |
| Only Ahead                      | Only Ahead                      | Long Van              | Vietnam              |
| Le Christ s'est arrêté à Eboli  | Cristo si e fermato a Eboli     | Francesco Rosi        | Italie, France       |

## Prix
- Prix d'or :
  - Le Christ s'est arrêté à Eboli de Francesco Rosi
  - Les Sept Jours de janvier de Juan Antonio Bardem
  - L'Amateur de Krzysztof Kieślowski
- Pris d'or d'honneur : ¡Que viva México! de Sergueï Eisenstein
- Prix d'argent :
  - The Barrier de Christo Christov
  - L'Homme à la hache  de Mrinal Sen
  - Takeoff de Savva Koulich
- Prix :
  - Meilleur acteur : Ulrich Thein pour Anton the Magician
  - Meilleur acteur : Bata Živojinović pour Moment
  - Meilleure actrice : Yasmine Khlat pour Nahla
  - Meilleure actrice : Daisy Granados pour Retrato de Teresa
- Diplôme spécial : Only Ahead de Long Van
- Prix FIPRESCI: L'Amateur de Krzysztof Kieślowski
- Prix d'honneur (pour leur contribution au cinéma):
  - Antonin Brousil
  - Luis Buñuel
  - King Vidor
  - Cesare Zavattini
  - Zoltán Fábri
  - Jerzy Kawalerowicz
  - René Clair
  - Akira Kurosawa
  - Satyajit Ray
  - Ousmane Sembène
  - Andrew Thorndike
  - Annelie Thorndike

## Source de la traduction
- (en) Cet article est partiellement ou en totalité issu de l’article de Wikipédia en anglais intitulé « 11th Moscow International Film Festival » (voir la liste des auteurs).